# الغد المشتعل (كتاب)
كتاب الغد المشتعل من أكثر الكتب الثرية والمتنوعة التي كتبها المفكر الإسلامي الدكتور مصطفى محمود، فالكتاب تطرق للعديد من الموضوعات العلمية والسياسية، وإن كان أكثر الكتاب في السياسة. يحدثنا الدكتور مصطفى محمود في هذا الكتاب عن الرأسمالية ودور اليهود فيها، وكيف أنها ستمهد لحرب قادمة، ويحدثنا عن طفل أمريكا المدلل، إسرائيل، وكيف يتم التغاضي عن الأسلحة التي يمتلكها وعن سفكه لدماء المسلمين، ويتطرق للحديث عن أكذوبة الأمم المتحدة وحقوق الإنسان، وكيف يتم محاربة المسلمين تحت شعارات كثيرة مثل الإرهاب والأصولية وغير ذلك. ويتطرق لسرد الكثير من الأحداث التاريخية مثل أحداث البوسنة والشيشان وأفغانستان وغير ذلك من الأحداث التي اعتدى فيها الغرب على المسلمين. ويتحدث عن تطور المسيحية الغربية والتي أصبحت ملحدة تعبد البورصة، ويحدثنا عن موقف الحكام العرب ودورهم وكيف أن أكثرهم مجرد ألعوبة في يد الغرب. فالكتاب ثري جدًا في محتواه؛ سياسة، وتاريخ، وعلم، وفكر.
قال الدكتور مصطفى محمود في هذا الكتاب «إن الصراع الحقيقي الذي يجري الآن هو صراع قيم ومصالح.. وحكاية الإرهاب تلبيس وتدليس» لتغيير وجه القضية«. وعن الأصولية وحكايتها يقول» الذين يديرون العمليات الارهابية يسمون أنفسهم بالاصوليين ويلبسون الجلاليب القصيرة ويطيلون اللحى ويرددون آية وحيدة من القرآن هي: ومن لم يحكم بما أنزل الله فاولئك هم الكافرون«وحديثا واحد هو» من رأى منكم منكرا فليغيره بيده«ولا يعرفون من الدين غير هذا.. وهم الإنسان الآلي الذي صنعه المتآمرون الكبار لهدف واحد ولاستراتيجية محددة هي قلب النظم الموجودة وإحداث الفوضى تمهيدا لمرحلة تأتي، غايتها هدم الدين ذاته والقضاء عليه» ويسترسل د. مصطفى محمود قائلا «ولا علاقة بين كلمة الاصولية المتداولة وفقه الاصول المعروف كما يتبادر إلى الذهن.. فليس بين هؤلاء الارهابيين فقيه واحد ولا عالم حقيق وإنما كلهم شباب محبط محدود المعرفة قليل المحصول يعمل بالأجرة ويقتل وينسف ويفجر مقابل عمولة من الدولار» ويؤكد د. مصطفى محمود: أن السبب في أننا نعيش في عصر انحطاط كامل هو أننا اتجهنا إلى تقليد المجتمع الغربي في أوروبا وأمريكا وتركنا تقاليدنا ومعتقداتنا وقيمنا وتعاليم ديننا. وهذا الكتاب إنذار لشبابنا للبعد عن الطريق الذي يؤدي بهم إلى الهاوية.. وفي نفس الوقت يهديهم إلى الطريق الصحيح.. بالمنطق والعقل.

## مقتطفات من الكتاب
- “نحن نسمع كلام سكرتير حلف شمال الاطلسي الناتو..إن الإسلام ليس هدفنا وهو ليس هدفا لتحرك دول الاطلسي، وأنا هي الاصولية والاصوليين هي الموضوع لكن الإسلام هو الهدف يا سادة هو الهدف وهو الذي تتجه اليه كل فوهات المدافع”.

## وصلات خارجية
- فيديو حلقات الدكتور مصطفى محمود.
- مدونة الدكتور مصطفى محمود.
- «كان نائماً في سكينة تامة لم يستيقظ منها»: ابنة مصطفى محمود لـ«العربية.نت»: العالم الكبير رحل في هدوء، العربية نت، 31 أكتوبر 2009.
- صفحة مصطفى محمود على موقع أبجد
- صفحة اقتباسات مصطفى محمود على موقع أبجد
- صفحة باسم الدكتور رائعة على الفيس بوك
- الفيلم الوثائقي العالم والايمان على اليوتيوب
- محمود تحميل كتب الدكتور مصطفى محمود كاملة pdf